# Kaufhaus Marktstraße 2
Das ehemalige Kaufhaus Marktstraße 2 in der niedersächsischen Samtgemeinde Land Hadeln, Gemeinde Otterndorf im Landkreis Cuxhaven, stammt aus dem 18. Jahrhundert. Aktuell (2024) wird es vom Archiv des Landkreises Cuxhaven genutzt.
Das Gebäude steht unter Denkmalschutz (siehe auch Liste der Baudenkmale in Otterndorf).

## Geschichte und Beschreibung
Otterndorf war der Hauptort des Landes Hadeln. 1400 erhielt er von Herzog Erich von Sachsen-Lauenburg das Stadtrecht. Das nach der Wurtsiedlung zweite historische Zentrum – die Marktsiedlung – entstand im dritten Viertel des 16. Jahrhunderts. Zur Stadterweiterung nach Osten diente früh die Markstraße mit relativ gleichmäßig großen Parzellen. Der ehemalige Marktplatz wird heute von der Reichen- und Marktstraße durchschnitten. Die Platzkreuzung besteht aus Rathaus Otterndorf im Nordwesten, Marktstraße 1 im Nordosten, Kranichhaus und Marktstraße 2 im Süden sowie Reichenstraße 2 im Westen, mit Häusern zumeist aus dem 16. und 17. Jahrhundert. Ab 1582 wurde hier Markt gehalten. Zur denkmalgeschützten Häusergruppe gehören Rathaus (1583), Kranichhaus (1696/1735/1764), Kaufhaus (1754) und neun weitere zumeist giebelständige Wohnhäuser (17. bis 19. Jh.).
Das zweigeschossige giebelständige barocke verklinkerte Gebäude in Backstein mit ziegelgedecktem Mansarddach wurde 1754 als Kaufhaus für den Kaufmann und Ratsherrn Marcus Heinrich Schröder gebaut. Der südliche Bereich wurde 1976 abgebrochen. Der geschweifte Volutengiebel in Sandstein ist rekonstruiert. Zwei Gesimse gliedern den Giebel.
Das Archiv des Landkreises Cuxhaven mit Sitz in Otterndorf wurde 1948 gegründet. Es ist das älteste Kreisarchiv in Niedersachsen. Die Bestände (2000 Regalmeter) reichen bis in die Zeit von 1400 zurück. Erste Dokumente wurden vermutlich in einer Lade in der St.-Nicolai-Kirche in Altenbruch verwahrt. Verschiedene ungeordnete Depots gab es in Otterndorf. Zunächst war das gesamte Archiv 1948 im Speicher des Kranichhauses untergebracht. 1982 kam als zweites Archivgebäude das benachbarte ehemalige Landratsamt hinzu. Es beherbergt heute Büros, weitere Magazine, einen Benutzerraum und eine Werkstatt. Die Bibliothek mit 12.000 Bänden steht im ehemaligen Speicher des Kranichhauses. Das im Kranichhaus untergebrachte Museum des Landes Hadeln wird vom Archiv betreut.
Das Landesdenkmalamt befand u. a.: „… Die Erhaltung der ehemaligen Marktsiedlung liegt aus geschichtlichen und städtebaulichen Gründen wegen des orts- und siedlungsgeschichtlichen sowie straßen-, platz- und ortsbildprägenden Zeugniswerts im öffentlichen Interesse.“